# Voluntat general
El concepte de voluntat general, concebut per Jean-Jacques Rousseau a El contracte social, designa la voluntat que emana d'un grup d'individus i que s'exerceix en canvi en tots aquests individus, sense distinció social.
En això, aquesta voluntat es distingeix de la voluntat particular, per la qual cada individu recerca el seu bé personal. És sobre la voluntat general que rau el contracte social.

## La voluntat general aEmili, o De l'educació
«A l'instant que el poble considera en particular un o alguns dels seus membres, el poble es divideix. Es forma entre el tot i la seva part una relació que en fa dos éssers separats, dels quals la part és un, i el tot menys aquesta part és l'altre. Però el tot menys una part no és el tot; en tant que aquesta relació subsisteixi ja no hi ha doncs tot, sinó dues parts desiguals.
Al contrari, quan tot el poble estableix sobre tot el poble, no es considera més que ell mateix, i si es forma una relació, és de l'objecte sencer des d'un punt de vista a l'objecte sencer des d'un altre punt de vista, sense cap divisió del tot. Aleshores l'objecte sobre el que s'estableix és general, i la voluntat que estableix és també general». (Emili, o De l'educació, llibre V).

## La voluntat general aEl contracte social
La «voluntat general» (o voluntat del poble) funda la legitimitat del poder polític.
Les forces de l'Estat només poden ser dirigides per la voluntat general (l'acord dels interessos particulars) per tendir cap al bé comú. La sobirania popular pot ser delegada, concordant provisionalment amb la voluntat d'un home, però no sabria sotmetre's en el temps a la voluntat d'un sol home.

## Influència
Aquest concepte va tenir una gran influència sobre els grans oradors de la Revolució Francesa; és explícitament esmentat, per exemple, en la Declaració dels drets de la dona i de la ciutadana d'Olympe de Gouges.
Aquest concepte ha influenciat igualment molt a John Rawls per a la construcció del seu concepte de vel d'ignorància.